# Farina manitoba
La farina Manitoba è una farina di grano tenero (Triticum aestivum) definita come farina "forte" ovvero con W > 350 qualsiasi sia la zona di produzione e la varietà di grano con la quale viene prodotta. per distinguerla da altre farine, più deboli. La forza della farina viene indicata dal valore del coefficiente "W" misurato con alveografo di Chopin: più alto è il valore, più la farina è forte. Una farina debole ha un valore W inferiore a 170 mentre la manitoba ha un valore W superiore a 350.

## Origini
Questo tipo di farina prende il nome dalla zona di produzione dove inizialmente cresceva un grano forte e resistente al freddo: Manitoba, vasta provincia del Canada, che, a sua volta, prende il nome da Manitou, lo spirito universale algonchino.
È quella che l'Artusi nelle sue ricette chiama "farina d'Ungheria".

## Uso
La caratteristica principale di questa farina è di contenere una grossa quantità di proteine insolubili (glutenina e gliadina) che, a contatto con un liquido nella fase d'impasto, producono glutine. È quindi una farina ricca di glutine e povera di amidi. Il glutine forma una tenace rete che, negli impasti lievitati trattiene i gas della lievitazione favorendo il notevole sviluppo del prodotto durante la cottura in forno; nel caso delle paste alimentari trattiene invece gli amidi che renderebbero collosa la pasta e permette una cottura al dente.
Si trova in confezioni industriali e anche in pacchi per uso domestico; viene usata dal fornaio, dal pasticciere, in pizzeria. In Italia per legge la pasta destinata al consumo interno (salvo la pasta fresca) si può produrre esclusivamente con il grano duro, ma in altre nazioni la farina Manitoba è adoperata anche nell'industria della pasta all'uovo. I mulini spesso l'adoperano per "tagliare" altre farine, aumentando in questo modo il coefficiente W totale della farina. 
La farina Manitoba viene utilizzata anche come base per la preparazione del Seitan.
La caratteristica principale della farina Manitoba è la sua forza che, unita all’elevata presenza di proteine e al notevole potere di assorbimento dell’acqua, la rende adatta alle lavorazioni più complesse, soprattutto per la preparazione di prodotti dolciari lievitati. Per via della sua forza ed elasticità, la farina Manitoba è ottima per produrre pandoro e panettone dolci o salati, cornetti, bomboloni e babà, ma anche specialità come la focaccia genovese, le pizze a lunga lievitazione e alcuni tipi di pane, come la baguette francese e il Chapati, pane indiano dalla caratteristica forma tonda che ricorda vagamente una piadina.